# Ан Сан Мі
Ан Сан Мі (кор. 안상미) — південнокорейська ковзанярка, спеціалістка з бігу на короткій доріжці, олімпійська чемпіонка, чемпіонка світу та призерка чемпіонатів світу, чемпіонка та призерка Азійських ігор, чемпіонка та призерка Універсіади.
Золоту олімпійську медаль та звання олімпійської чемпіонки Ан виборола разом із подругами з корейської збірної на Олімпіаді 1998 року в Нагано в естафетній гонці на 3000 метрів.

## Виноски
1. 1 2  Olympedia — 2006.
2. ↑  Nagano 1998 Official Report - Volume 3 (PDF). Nagano Olympics Organizing Committee. LA84 Foundation. 1998. Архів оригіналу (PDF) за 26 лютого 2008. Процитовано 16 січня 2014. [Архівовано 26 лютого 2008 у Wayback Machine.]